# Lar nacional para o povo judeu

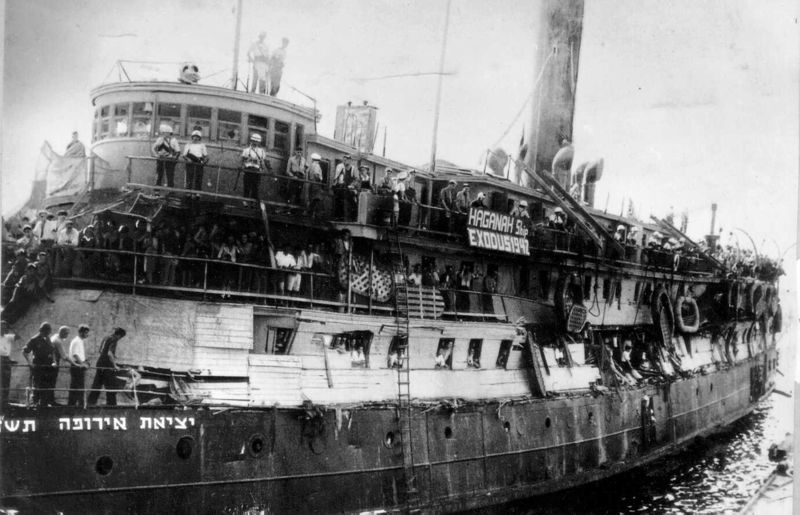
Judeus, em grande parte sobreviventes do Holocausto, viajando a bordo do SS Exodus da França para o Mandato Britânico da Palestina

Lar nacional para o povo judeu é uma ideia enraizada na história, religião e cultura judaicas. A aspiração judaica do retorno a Sião está geralmente associada à redenção divina e impregnou o pensamento religioso judaico desde a destruição do Primeiro Templo e o exílio na Babilônia. 

## História (1881–1916)

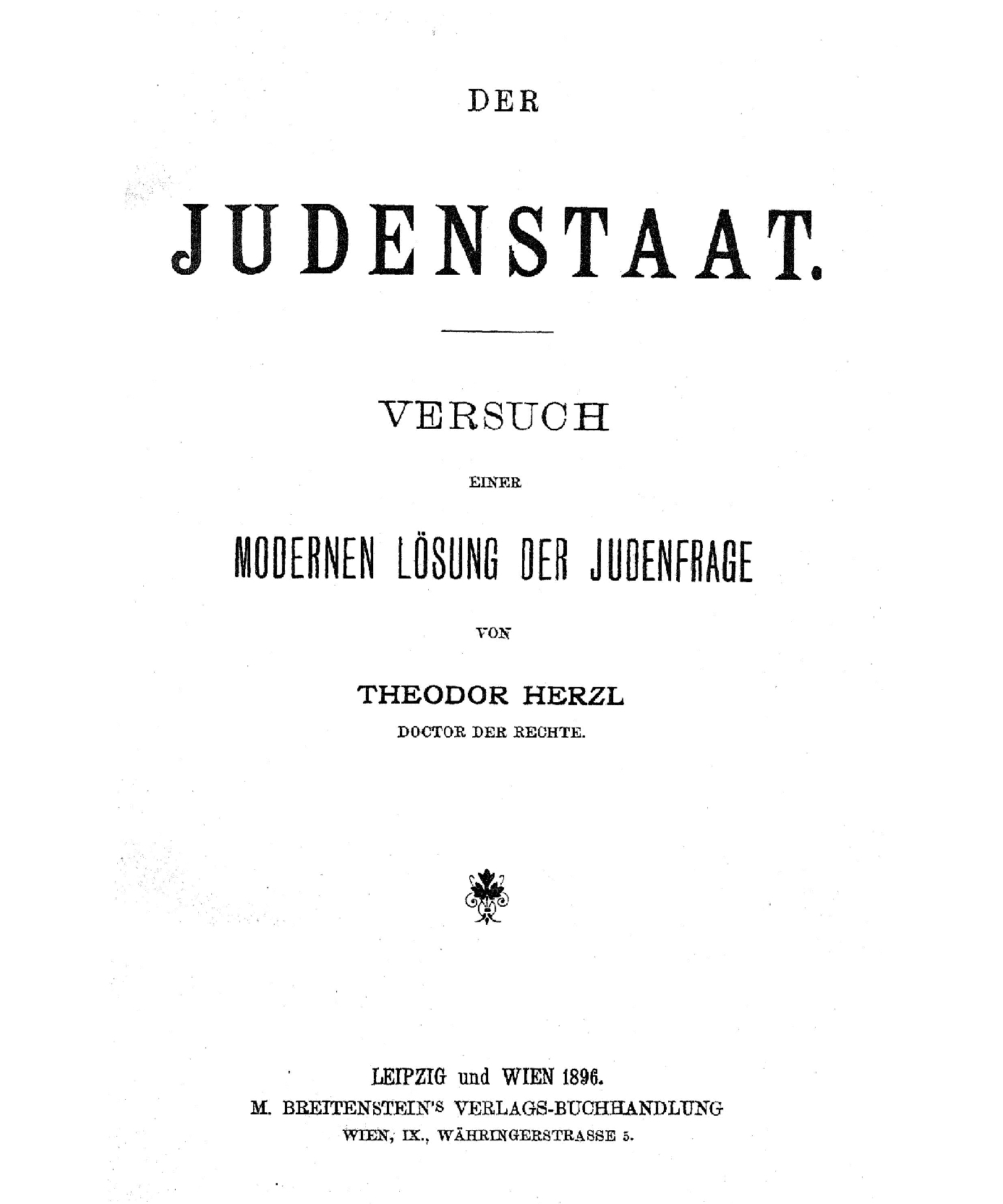
O livro Der Judenstaat (O Estado Judeu, 1896) de Theodor Herzl

A primeira onda de migração judaica moderna para a Palestina sob controle otomano começou em 1881 e ficou conhecida como a Primeira Aliá. Os judeus fugiam dos pogroms na Europa Oriental. Embora o movimento sionista já existisse na prática, o jornalista austro-húngaro Theodor Herzl é considerado o fundador do sionismo político, um movimento que buscou estabelecer um Estado judeu na Terra de Israel, oferecendo assim uma solução para a chamada questão judaica dos estados europeus, de forma similar aos demais projetos nacionais da época. 
Em 1896, Theodor Herzl expôs sua visão de um Estado judeu e de uma pátria para o povo judeu em seu livro Der Judenstaat (O Estado Judeu). No ano seguinte, organizou e presidiu o Primeiro Congresso Sionista na cidade suíça de Basileia, onde foi fundada a Organização Sionista Mundial. 
No Primeiro Congresso, foi elaborado um rascunho para o objetivo do movimento sionista moderno, que dizia: "O sionismo busca estabelecer um lar para o povo judeu na Palestina, garantido por lei". Um dos delegados tentou substituir "por lei" por "pelo direito internacional", o que foi contestado pelos demais. Foi adotada uma fórmula de compromisso, que ficou conhecida como Programa de Basileia, que dizia:
O sionismo procura estabelecer um lar na Palestina para o povo judeu, garantido pelo direito público.
A Segunda Aliá (1904–1914) começou após o pogrom de Kishinev; cerca de 40.000 judeus se estabeleceram na Palestina, embora quase metade deles tenha deixado a região posteriormente. Tanto a primeira como a segunda onda de migrantes eram formadas principalmente por judeus ortodoxos,  embora a Segunda Aliá incluísse também alguns grupos socialistas, que estabeleceram o movimento kibutz. Embora os imigrantes da Segunda Aliá buscassem, em grande parte, criar assentamentos agrícolas comunitários, o período viu o estabelecimento de Tel Aviv como a primeira cidade judaica planejada em 1909. Este período também viu o surgimento de duas milícias armadas judaicas: a Bar-Giora, fundada em 1907, e o Hashomer, fundado em 1909 para substituir a primeira.
Pelo Acordo Sykes-Picot de 16 de maio de 1916, Inglaterra e França concordaram em transferir a região da Palestina para uma "administração internacional" sob controle britânico. Um dos primeiros usos oficiais da frase "lar nacional para o povo judeu" foi visto na Declaração Balfour. A expressão foi usada intencionalmente em vez de "estado" por causa da oposição ao programa sionista que havia dentro do Gabinete Britânico. O rascunho inicial da declaração referia-se ao princípio de que “a Palestina deveria ser reconstituída como o Lar Nacional do povo judeu”. 

## História (1917–1948)
Com a Declaração Balfour de 1917, o Reino Unido se tornou a primeira potência mundial a endossar o estabelecimento na Palestina de um "lar nacional para o povo judeu".

Em 1919, o secretário-geral (e futuro presidente) da Organização Sionista, Nahum Sokolow, publicou o livro História do Sionismo (1600-1918), em que explicou:
"... Foi dito, e ainda é obstinadamente repetido pelos antissionistas, uma e outra vez, que o sionismo visa a criação de um "Estado Judeu" independente. Mas isso é totalmente falacioso. O "Estado Judeu" nunca fez parte do programa sionista. "O Estado Judeu" era o título do primeiro panfleto de Herzl, que teve o mérito supremo de forçar as pessoas a pensar. Depois deste panfleto foi realizado o primeiro Congresso Sionista, que aceitou o Programa de Basileia — o único programa existente." 
Na conferência de San Remo de 19 a 26 de abril de 1920, as principais potências aliadas e associadas ordenaram a criação de um lar nacional judaico.  A Grã-Bretanha se comprometeu oficialmente com o objetivo estabelecido na Declaração Balfour, insistindo em que ela formasse a base do Mandato para a Palestina, o que foi formalmente aprovado pela Liga das Nações em junho de 1922. O preâmbulo do Mandato declarou:
Considerando que as principais potências aliadas também concordaram que o Mandatário deveria ser responsável por pôr em prática a declaração originalmente feita em 2 de novembro de 1917, pelo Governo de Sua Majestade Britânica, e adotada pelas referidas potências, em favor do estabelecimento na Palestina de um lar nacional para o povo judeu, sendo claramente entendido que nada deveria ser feito que pudesse prejudicar os direitos civis e religiosos das comunidades não judaicas existentes na Palestina, ou os direitos e o status político desfrutados pelos judeus em qualquer outro país.... 
Em 3 de junho de 1922, o Departamento Colonial emitiu uma declaração sobre a "Política Britânica na Palestina", dando uma interpretação restritiva à Declaração de Balfour. A declaração excluiu "o desaparecimento ou a subordinação da população, língua ou costumes árabes na Palestina" ou "a imposição da nacionalidade judaica aos habitantes da Palestina como um todo", e deixou claro que, aos olhos do Poder Mandatário, o Lar Nacional Judaico deveria ser fundado na Palestina e não que a Palestina como um todo deveria ser convertida em um Lar Nacional Judaico.
Em 29 de setembro de 1923, o governo britânico tornou-se responsável pela administração do Mandato da Palestina. Junto a seu controle de longa data da Residência do Golfo Pérsico e do Protetorado de Áden, e a seu controle recentemente adquirido do Emirado da Transjordânia e do Mandato do Iraque, os britânicos passaram então a controlar todos os territórios no Oriente Médio, exceto o Mandato Francês para a Síria e o Líbano.
Em 1942, o Programa Biltmore foi adotado como plataforma da Organização Sionista, com um apelo explícito "para que a Palestina fosse estabelecida como uma Comunidade Judaica". Em 1946, o Comitê Anglo-Americano de Inquérito, também conhecido como Comitê Grady-Morrison, observou que a demanda por um Estado judeu ia além das obrigações da Declaração Balfour ou do Mandato e havia sido expressamente rejeitada pelo presidente da Agência Judaica em 1932. 
O período do Mandato Britânico foi caracterizado por uma grande agitação política e social entre judeus, árabes palestinos e britânicos (por exemplo, a revolta árabe de 1936-1939, a insurgência judaica de 1944-1948 e a guerra civil de 1947-1948 na Palestina Mandatária).
O Plano de Partilha das Nações Unidas para a Palestina foi aprovado em 29 de novembro de 1947. A recomendação foi aceita pela Agência Judaica para a Palestina, mas rejeitada pelo Comitê Superior Árabe. A Liga Árabe emitiu uma série de resoluções, defendendo uma solução militar para o conflito.

## Fundação do Estado de Israel
O Estado de Israel foi estabelecido em 14 de maio de 1948, após a vitória na Guerra de Independência.
O conceito de lar nacional para o povo judeu no Mandato Britânico da Palestina foi formalizado na política nacional israelense e refletiu em muitas de suas instituições públicas e nacionais. O conceito foi expresso na Declaração de Independência do Estado de Israel em 14 de maio de 1948 e concretizado na Lei do Retorno, aprovada pelo Knesset em 5 de julho de 1950, que declarou: "Todo judeu tem o direito de vir a este país como um oleh."

### Caráter do Estado de Israel
Em 11 de janeiro de 2019, um artigo do Haaretz informou que a juíza Esther Hayut, presidente do Tribunal Superior de Justiça, anunciou que onze juízes debateriam a "legalidade" da Lei Básica de julho de 2018: Israel como Estado-nação do povo judeu, também conhecida como lei do Estado-nação, incluindo suas "estipulações históricas".